# Maurice Dumarest
Maurice Dumarest, all'anagrafe Aimé-Benoît-Maurice Dumarest (Trévoux, 28 febbraio 1831 – Roma, 4 agosto 1913), è stato un ufficiale, collezionista d'arte e mecenate francese naturalizzato italiano.

## Biografia
Nacque nei pressi di Lione, in Francia, da una famiglia di cattolici praticanti originaria di Saint-Étienne, composta da diversi medici, notai e prefetti. Dopo aver frequentato l'École spéciale militaire de Saint-Cyr, divenne capitano di stato maggiore dell'esercito francese. Fu poi nominato Cavaliere della Legion d'onore al merito militare, degli ordini di Pio IX e di San Gregorio. Visse per la maggior parte della sua vita in Italia, a Roma, dove si trasferì nel 1862. Sposò Elisabetta Martinez, nobile romana e di Spagna.
Proprietario terriero, fu produttore di vini di particolare finezza e promotore delle innovazioni agricole. Amante dell'Italia e dell'arte, è ricordato soprattutto per la sua attività di collezionista d'arte e mecenate, per via del suo lascito all'Accademia di San Luca, uno più cospicui ricevuti dall'accademia con ben 22 dipinti. Il lascito comprende cinque opere di Michael Sweerts, compreso il celebre Bevitore, attribuito nei tempi recenti al Maestro della tela jeans, Carnefice con la testa del Battista, individuato da Vittorio Sgarbi (attribuito a Giovan Battista Beinaschi e con la più recente ipotesi di attribuzione a Gian Lorenzo Bernini da parte di Claudio Strinati), e Couple Visiting Shepherds in the Campagna, e inoltre del Cavalier d'Arpino (La cattura di Cristo), Niccolò Codazzi (il famoso Campo Vaccino), la Madonna penitente attribuita a Anton Raphael Mengs e due paesaggi di grandi dimensioni di Gaspard Dughet.
Roberto Bompiani, accademico di San Luca, eseguì un ritratto di Dumarest e uno della moglie: tali ritratti, anch'essi parte del lascito, sono conservati presso l'Accademia.
Un dipinto facente parte del lascito Dumarest, l'Interno di Osteria di Godfried Schalcken, è stato oggetto di analisi approfondite tramite l'uso della tomografia computerizzata multistrato a cura dell'Istituto centrale per il restauro.